# 황안
황안(중국어 간체자: 黄安, 정체자: 黃安, 1962년 12월 8일)은 대만의 가수, 사회자이다. 본명은 황훙밍(중국어 간체자: 黄宏铭, 정체자: 黃宏銘)이며 신주 현 주베이 시 출신이다.
국립 핑둥 과기대학을 졸업한 그는 1986년 타이베이 언더그라운드 라이브 클럽에서 록 가수 첫 데뷔하였고 1989년 1번째 정규 음반을 발표하였다. 2016년 중화민국 총통 선거에 맞물려 쯔위 청천백일만지홍기 사건을 일으키며 타이완의 여론을 악화시킴으로써 논란이 된 가수이다.